# براد ماء

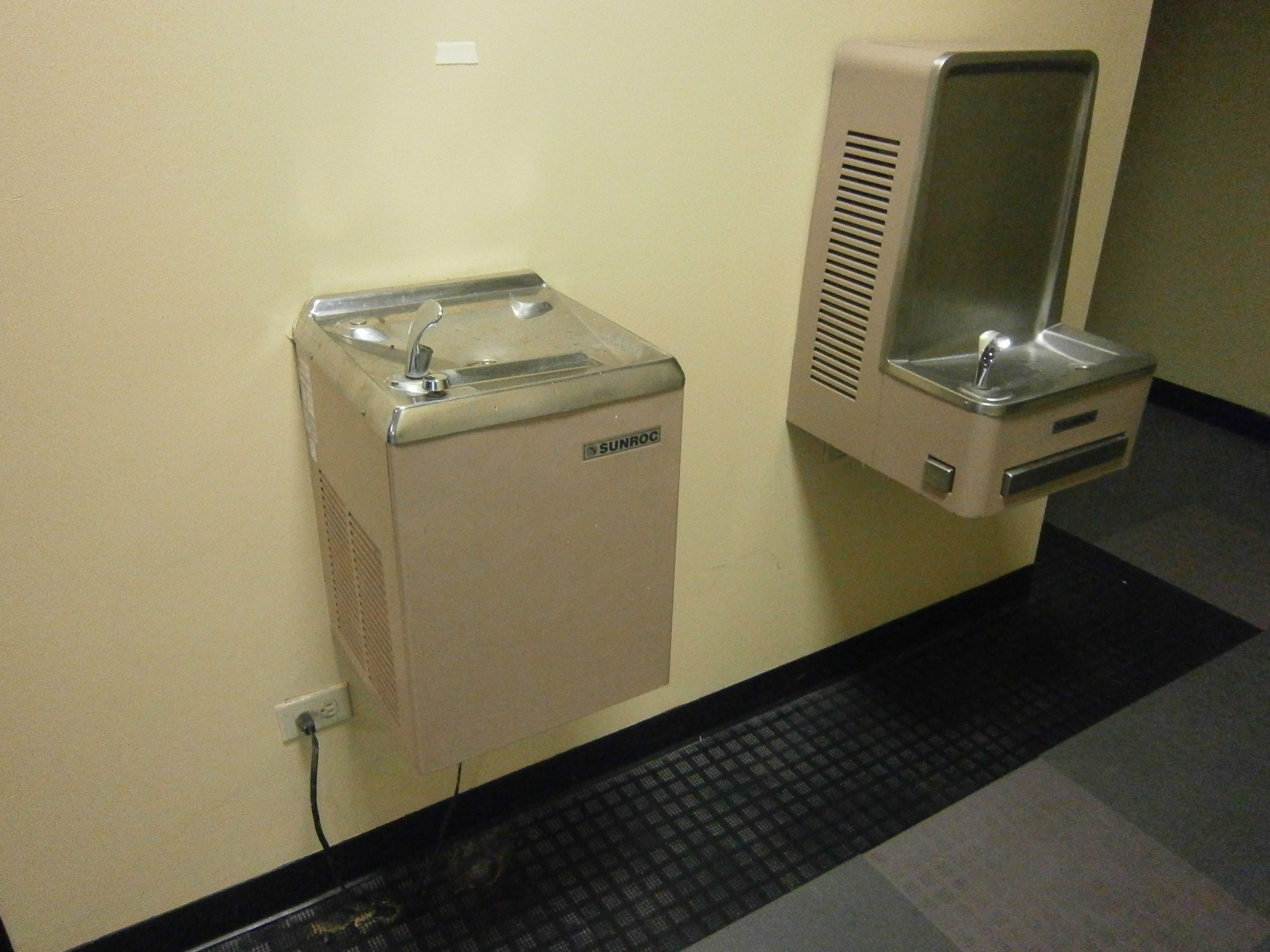
براد ماء مُلصَق بالجدار

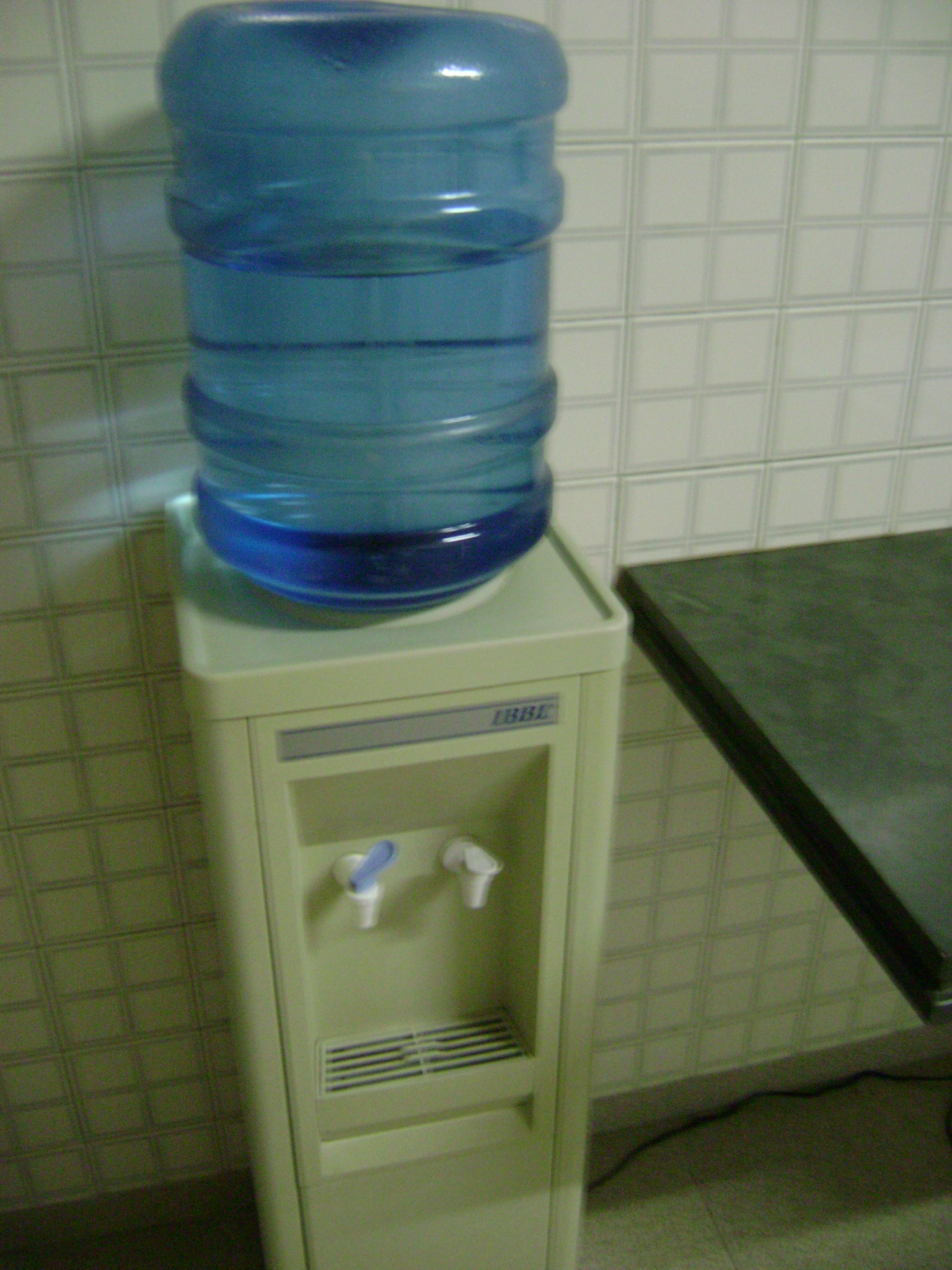
براد الماء الحديث ذو القنينة

براد المياه هو جهاز كهربائي منزلي يُستخدم لِتبريد مياه الشُرب في المنزل خِلال فترات الحر وهو نوعين النوع الذي يبرد من الحنفية الرئيسية بدون استعمال قنينة أو بُطل المياه والنوع الآخر الذي يُضاف فوقهُ قنينة أو بُطل المياه فوق البراد، وينتشر استعمال هذا البراد في دول الشرق الأوسط أثناء فَصل الصيف وهناك برادات أُخرى تكون ملصوقة بالجدار وعادةً ما تتواجد في الفنادق والمطاعم، ويرفق براد المياه حالياً بحنفية مُسخنة للمياه أيضاً. يقع عادةً بالقرب من الحمام نظرًا لقربه من السباكة. يتم أيضًا توفير خط تصريف من مبرد المياه إلى نظام الصرف الصحي.

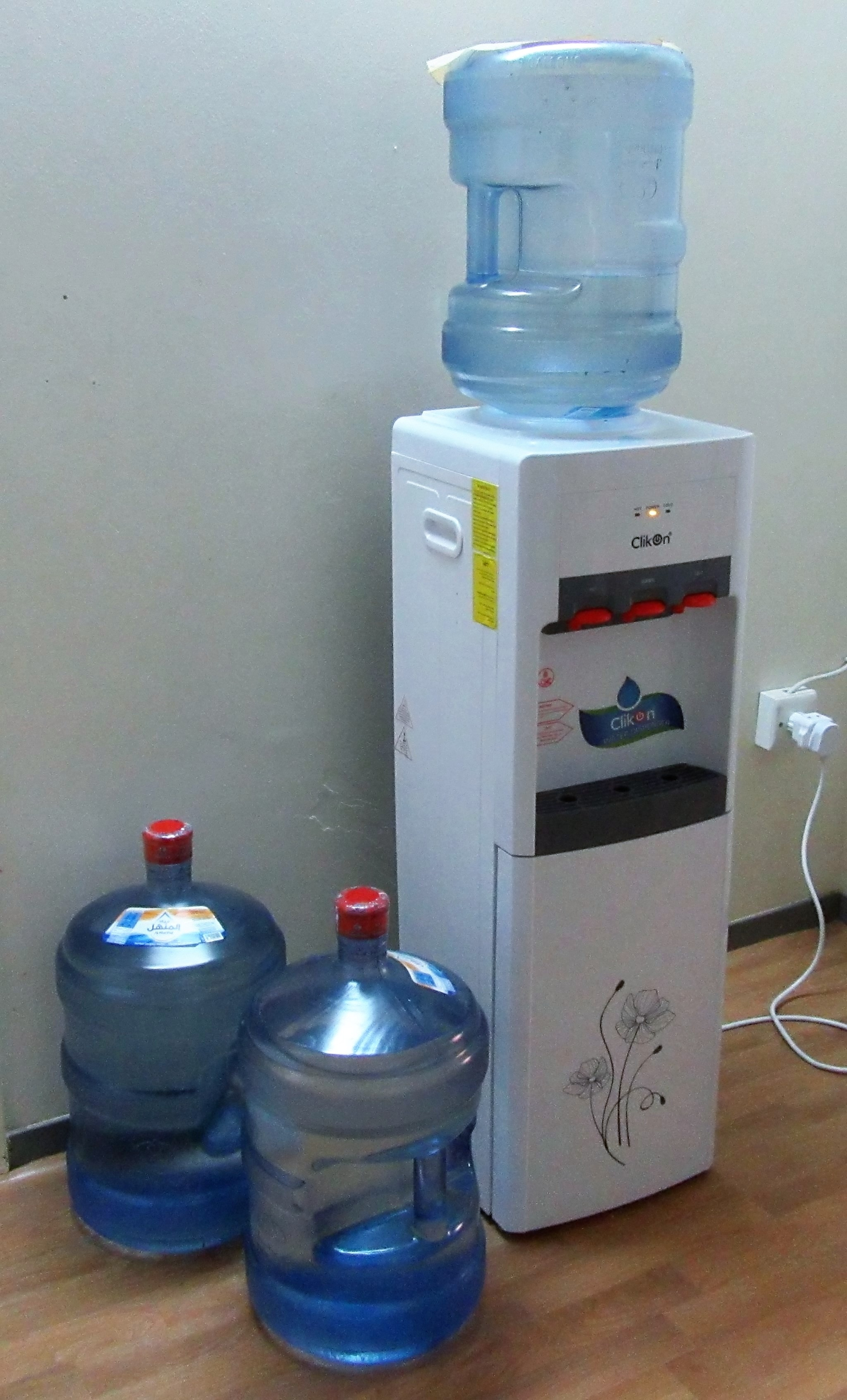
براد مياه مع زجاجات مياه قابلة لإعادة التعبئة

تأتي موزعات المياه في مجموعة متنوعة من الأشكال، بدءًا من وحدات تجميع موزعات المياه المثبتة على الحائط إلى وحدات توزيع المياه المملوءة بالزجاجات، إلى الوحدات ثنائية المستوى والأشكال الأخرى. يتم تقسيمها بشكل عام إلى فئتين: موزعات المياه في نقطة الاستخدام (POU) وموزعات المياه المعبأة في زجاجات. يتم توصيل موزعات المياه POU بإمدادات المياه، في حين تتطلب موزعات المياه المعبأة تسليم (أو الاستلام الذاتي) من المياه في زجاجات كبيرة من البائعين. يمكن تركيب موزعات المياه المعبأة في الأعلى أو في الأسفل، حسب تصميم الطراز.
تستخدم موزعات المياه المعبأة عادةً موزعات سعة 11 أو 22 لترًا (5 أو 10 جالونًا) توجد عادةً أعلى الوحدة. مبردات الضغط هي فئة فرعية من موزعات المياه التي تشمل نوافير مياه الشرب وموزعات المياه ذات الأنابيب المباشرة. قد يشير مبرد الماء أيضًا إلى جهاز بدائي للحفاظ على برودة الماء.

## أنواع البرادات

#### مثبت على الحائط / فجوة
يتم توصيل النوع المثبت على الحائط بإمدادات المياه للمبنى من أجل الإمداد المستمر بالمياه والكهرباء لتشغيل وحدة التبريد لتبريد المياه الواردة، وبنظام التخلص من النفايات في المبنى للتخلص من المياه غير المستخدمة. يتم استخدام مبردات المياه المثبتة على الحائط بشكل متكرر في المباني التجارية مثل المستشفيات والمدارس والشركات وغيرها من المرافق التي يتواجد فيها مدير المنشأة لمراقبة تركيبها وصيانتها.
في المبرد القياسي المثبت على الحائط، والذي يشار إليه أيضًا باسم نافورة الماء أو نافورة الشرب، يوجد خزان صغير في الماكينة يحتوي على ماء مبرد بحيث لا يضطر المستخدم إلى انتظار الماء المبرد. يتم توصيل المياه عن طريق تشغيل أو الضغط على زر موجود على صمام زنبركي موجود في الجزء العلوي من الوحدة، والذي يقوم بإيقاف تشغيل الماء عند إطلاقه. توفر بعض الأجهزة أيضًا زرًا كبيرًا في الأمام أو الجانب. قد لا تحتوي الأجهزة الأحدث على زر على الإطلاق؛ بدلاً من ذلك، جهاز استشعار يكتشف اقتراب شخص ما ويقوم بتنشيط الماء. يتم توصيل المياه في مجرى مقوس للأعلى، مما يسمح للمستخدم بالشرب مباشرة من أعلى مجرى الماء. تقوم هذه الأجهزة عادة بتوزيع المياه مباشرة من مصدر المياه البلدي، دون معالجة أو تصفية.
تأتي مبردات المياه المثبتة على الحائط في مجموعة واسعة من الأساليب، بدءًا من النماذج الغائرة وحتى الأحواض المقاومة للرذاذ والأحواض المحددة البارزة من الحائط، والتصميمات التقليدية ذات الحواف المربعة المستديرة، ووحدات تعبئة الزجاجات ومبرد المياه، والتصميمات ثنائية المستوى، مع ميزات أخرى و خيارات. يتم تثبيتها أحيانًا للوفاء بالقوانين المحلية أو الخاصة بالولاية أو الفيدرالية.

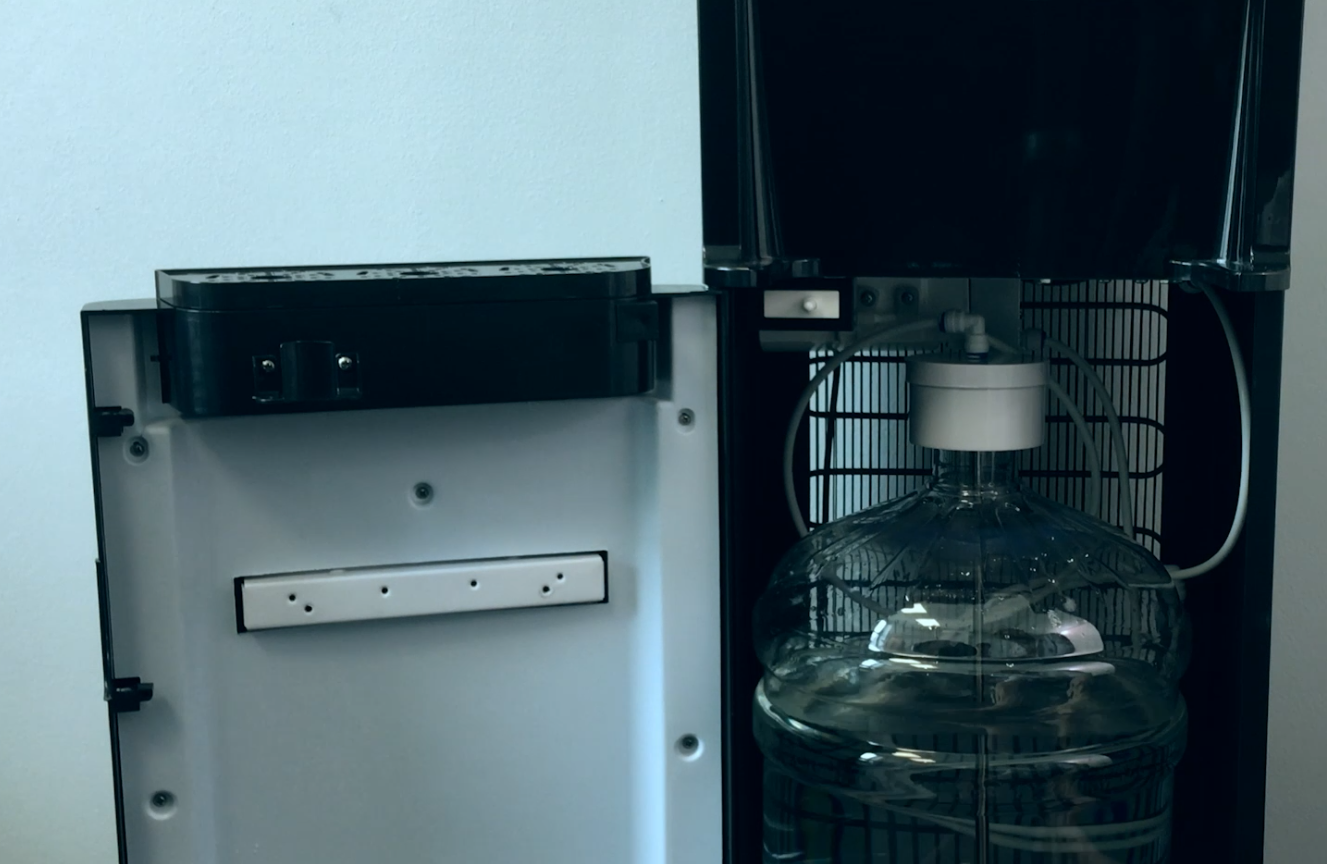
براد ماء ذو تحميل سفلي يكشف عن زجاجة سعة 5 جالون، مع خزانة مفتوحة

#### براد موزع مياه تحميل سفلي
عادةً ما تحتوي موزعات المياه على وعاء إمداد المياه مثبت في الجزء العلوي من الوحدة. تحتوي موزعات المياه ذات التحميل السفلي على وعاء مثبت في الجزء السفلي من الوحدة لتسهيل التحميل.

#### براد موزع مياه على الطاولة
هناك أيضًا إصدارات أصغر من موزعات المياه حيث يمكن وضع الموزع مباشرة فوق الطاولة. يتم تصنيف هذه الموزعات عادةً على أنها أجهزة منزلية ويمكن العثور عليها غالبًا في المطابخ المنزلية ومخازن المكاتب.

#### براد المياه بالأنابيب المباشرة (POU)
يمكن توصيل موزعات المياه مباشرة بمصدر المياه الداخلي للتوزيع المستمر لمياه الشرب الساخنة والباردة. ويشار إليها عادة باسم موزعات المياه POU (نقطة الاستخدام). تعتبر وحدات POU بشكل عام أكثر صحية من مبردات المياه المعبأة في زجاجات، بشرط أن يتمكن المستخدم النهائي من الوصول إلى مصادر المياه النظيفة.

#### قائما بذاته
يشتمل التصميم القائم بذاته عمومًا على زجاجات مياه موضوعة في آلة التوزيع.

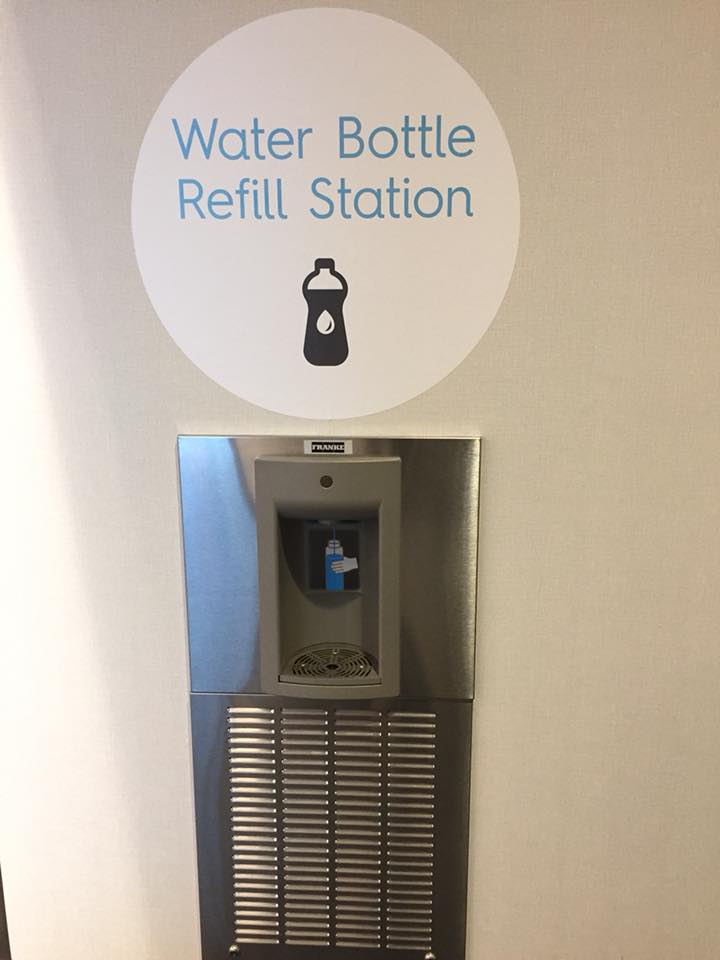
البديل الحديث مع وظيفة تعبئة الزجاجة

تتوفر إصدارات سطح الطاولة أو سطح عمل المطبخ والتي تستخدم زجاجات المياه المتوفرة بسهولة سعة خمسة لترات من محلات السوبر ماركت. تستخدم هذه المبردات مضخات الهواء لدفع الماء إلى غرفة التبريد وأجهزة بلتيير لتبريد الماء.
التطور الجديد في سوق مبردات المياه هو ظهور أجهزة سطح العمل المتصلة بالتيار الكهربائي وتوفر إمدادًا فوريًا ليس فقط بالمياه المبردة ولكن أيضًا بالماء الساخن والمغلي. غالبًا ما يكون هذا مرئيًا في صناعة الهوريكا.
سوف يتدفق الماء بشكل أسرع عندما يكون المقبض في وضع مستقيم. يتم تهوية الماء مما يسمح للمياه بالمرور عبر الفوهة بمعدل أسرع.

## مصدر المياه
قد تنشأ المياه التي يتم صرفها من مبردات المياه من العديد من المصادر المختلفة، ولكنها غالبًا ما يتم تصنيفها إلى فئتين رئيسيتين وهما المياه المعدنية الطبيعية ومياه الينابيع والمياه النقية.